# Cheugy
Cheugy (pronunciado «chugui») es un neologismo de Internet acuñado en 2013. El término fue popularizado por la Generación Z como un peyorativo para describir las tendencias de estilo de vida asociadas con principios de la década de 2010 y los millennials. Esta estética ha sido descrita como «lo opuesto a lo moderno» o «esforzarse demasiado». El término ha sido adoptado por algunos que se identifican con la estética.
Las personas que son cheugy se conocen como cheugs. Los medios descritos como cheugy incluyen «signos de live, laugh, love», «memes de Minions», «usar palabras como ‘doggo’», y «cualquier cosa que diga ‘girlboss’». Si bien se ha comparado con «ser básico», algunas fuentes han sugerido que «no es del todo 'básico'». The Evening Standard dijo que «el archienemigo lógico del cheug es probablemente el hípster».

## Origen y uso del término
El término fue acuñado en 2013 por un estudiante de secundaria de la Beverly Hills High School que usó el término entre amigos para describir a "personas que estaban un poco fuera de la tendencia", según The New York Times. Se agregó al Urban Dictionary en 2018. en marzo de 2021, fue mencionado por el usuario webkinzwhore143 en un video en TikTok, inspirando «explicadores». El uso del término puenteó las líneas generacionales debido a un video viral de TikTok en marzo de 2021, inspirando explicaciones de varios medios de comunicación.
Si bien el video original de TikTok recibió alrededor de 100 000 «me gusta», la escritora de Vox Rebecca Jennings dijo que esta cantidad era «viral en Twitter, pero no viral en TikTok». El New Statesman dijo de manera similar que «incluso en TikTok […] realmente no se había generalizado». Una atención más amplia provino de un artículo ampliamente leído de The New York Times por la reportera de tecnología Taylor Lorenz en abril de 2021. Lorenz describió el artículo a Vox como «una de las historias recientes más leídas en la sección de Estilos». Lorenz dijo que si bien la definición del término era «altamente subjetiva y cambiaba rápidamente», Instagram era el «pináculo de lo cheugy». Esta publicación tuvo un alcance mucho más amplio que la publicación original de TikTok; la comentarista Sarah Manavis dijo que «hasta la semana pasada, y ciertamente antes del artículo de Lorenz, pocas personas habrían oído hablar de cheugy». Manavis describió la cobertura del término como «el último capítulo de la 'guerra' entre Gen-Z y millennials, un conflicto intergeneracional que se puede definir mejor mediante artículos de moda en publicaciones digitales y periódicos de gran formato», cuestionando si tal «guerra» realmente existió y diciendo que «lo que logra la cobertura de la 'líneas de batalla' entre la generación Z y los millennials es distraernos de la desigualdad generacional muy real que existe entre ellos y los baby boomers».
Según un artículo de mayo de 2021 en el sitio web de noticias juveniles The Tab, «algunas personas han sugerido» que la tendencia era misógina. Un artículo en CNET decía que si la palabra cheugy era sexista era «una buena pregunta», ya que girl boss quiere decir «chica jefa»; el artículo, sin embargo, señaló que los pantalones tipo cargo cortos y el Axe Body Spray eran «cosas cheugy que podrías asociar más con los hombres». Otros rasgos cheugy masculinos son los tatuajes de brújulas. Rolling Stone, mientras tanto, dijo que «la misoginia es insidiosa y toma muchas formas en nuestra cultura, pero burlarse de alguien por publicar memes de Minions no es una de ellas». Refinery29 dijo que su uso fue «principalmente impulsado por una reacción contraria», y que «por cada persona […] que orgullosamente se llama ‘cheug’, hay alguien que clama misoginia o clasismo».
Muchos afirman que el término refleja un conflicto intergeneracional: Rolling Stone dijo que «los millennials […] se ven obligados a confrontar los vestigios de nuestra propia mortalidad en forma de la crítica implacable y despiadada de la Generación Z», y Vice dijo que «Cheugy, al igual que la guerra Generación Z-Millennial, también puede ser una fase que va y viene». The Cut dijo que «hasta ahora, gran parte del discurso sobre cheugy es gente tratando de averiguar qué es y no es cheugy. El resto parecen ser millennials teniendo una crisis existencial».